# Oshiya

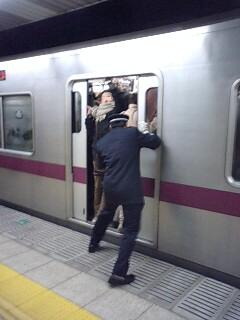
Ein Drücker im Einsatz

Oshiya (japanisch 押し屋, wörtlich: „Drücker“) ist ein umgangssprachlicher Begriff im Japanischen für Personal, das in Tokioter U-Bahnhöfen zu Stoßzeiten anzutreffen ist und deren Aufgabe darin besteht, von außen die Passagiere in die überfüllten Wagen hineinzudrücken, damit sich die Türen der Wagen schließen und die Fahrgastwechselzeiten möglichst kurz gehalten werden können.

## Funktion
Die ursprüngliche offizielle Bezeichnung lautete Ryokyaku seiri gakari (旅客整理係), also „Passagieranordnungspersonal“.